# Maria Leopoldine von Anhalt-Dessau

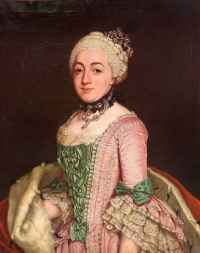
Marie Leopoldine von Anhalt-Dessau, Fürstin zur Lippe-Detmold, Gemälde von Christian Lisiewsky, 1765

Marie Leopoldine von Anhalt-Dessau (* 18. November 1746 in Dessau; † 15. April 1769 in Detmold) war eine Prinzessin von Anhalt-Dessau und durch Heirat Gräfin zur Lippe-Detmold.

## Leben
Marie Leopoldine war eine Tochter des Fürsten Leopold II. von Anhalt-Dessau (1700–1751) aus dessen Ehe mit Gisela Agnes (1722–1751), Tochter des Fürsten Leopold von Anhalt-Köthen. Ein besonders enges Verhältnis hatte sie zu ihren Schwestern Agnese und Kasimire, mit denen sie auch nach ihrer Eheschließung meist zusammen lebte und bei Trennung eine umfangreiche Korrespondenz führte.
Die 18-jährige Prinzessin heiratete am 28. September 1765 in Dessau den doppelt so alten Fürsten Simon August zur Lippe-Detmold (1727–1782). In den Briefen an ihre Schwestern beklagte sie ihr Heimweh, so dass diese nach Detmold nachreisten. Bei Modernisierungsmaßnahmen im Detmolder Schloss und im Lemgoer Hof engagierte sich die Fürstin persönlich. 
Marie Leopoldine starb bereits vier Jahre nach der Eheschließung.

„Es hat dem großen Gott gefallen, nach seinem unwandelbaren Rathschlusse, die weiland durchlauchigste Fürstin und Frau Marie Leopoldine, gebohrene Fürstin zu Anhalt-Dessau, vermählte Gräfin und Edle Frau zur Lippe, unseres Regierenden gnädigsten Grafen und Kandesherrn hochgräfl. gnaden Frau Gemahlin am 15ten dieses des Morgens um 5 Uhr nach einer schmerzhaften Krankheit durch einen seeligen Tod aus dieser Zeitlichkeit zu sich abzufordern, und dadurch das ganze Hochgräfliche Haus in tiefe Trauer zu versetzen. Höchstgedacht Ihre Hochfürstl. Durchl. waren gebohren den 18ten November 1746, wurden vermählt den 29ten October 1765 und beglükten das Land mit einem jungen Erbherrn den 3ten Dezember 1767.“

Ihre Schwester Kasimire wurde 1769 die nächste Ehefrau Fürst Simon Augusts.

## Nachkommen
Aus ihrer Ehe hatte Marie Leopoldine einen Sohn:
- Leopold I. (1767–1802), Fürst zur Lippe-Detmold

⚭ 1796 Prinzessin Pauline Christine von Anhalt-Bernburg (1769–1820)